# 公共交通时刻表

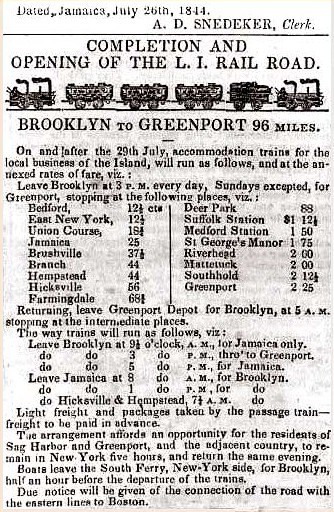
1844年美国长岛铁路的时刻表

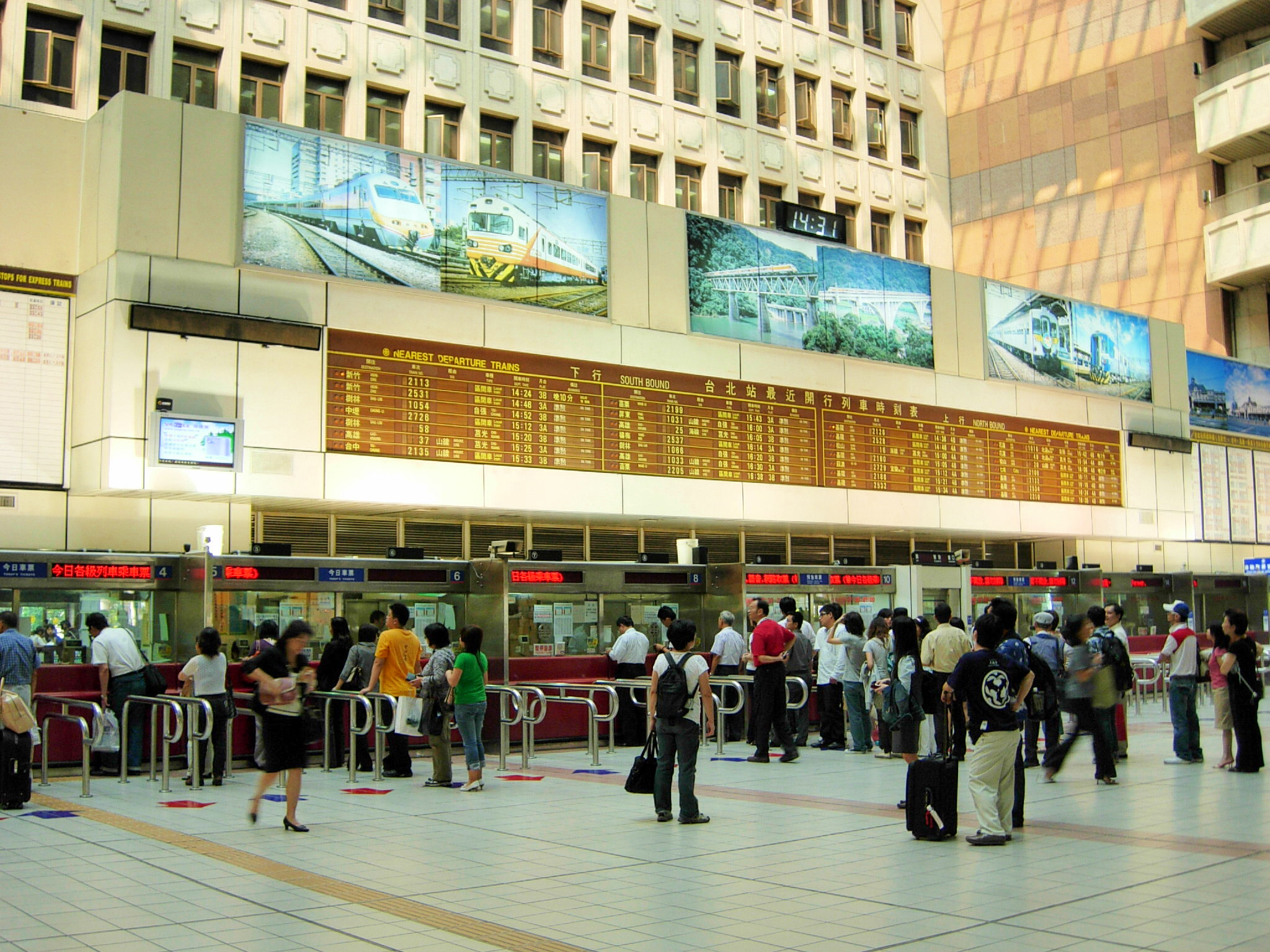
台鐵台北站內過往的翻轉式時刻表

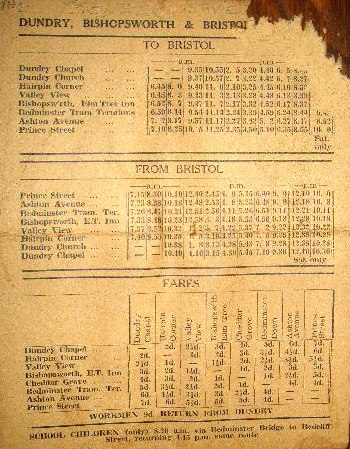
英格兰1940至1950年代私营的“顿得利先锋”公交（顿得利至布里斯托尔）时刻表

公共交通时刻表是某些特定地点公共交通到站和发车时间的列表。其形式多样，有涵盖整个系统或大陆的综合书籍，也有只写某站发车时间的小卡片。

## 概述
美国称公交车和一些大容量运输的时刻表为schedule。最早的时刻表由乔治·布拉德肖（George Bradshaw）于1839年发行。
很多地方，尤其是大城市中的快速交通和公交车班次甚为密集，这种情况下并无查询时刻表的必要，甚至运营者根本不提供时刻表，只标明“发车间隔3-5分钟”之类文字。很多现代化的公交系统中，时刻表和排班都是由电脑完成，只需工作人员指定运营时间、最小发车间隔、线路长度、全程需时和其他要素。编排时刻表也可能使用指针式钟表的样式使乘客更容易记住，使用于发车间隔固定且每个小时的发车时间一样的情况下。

## 变体

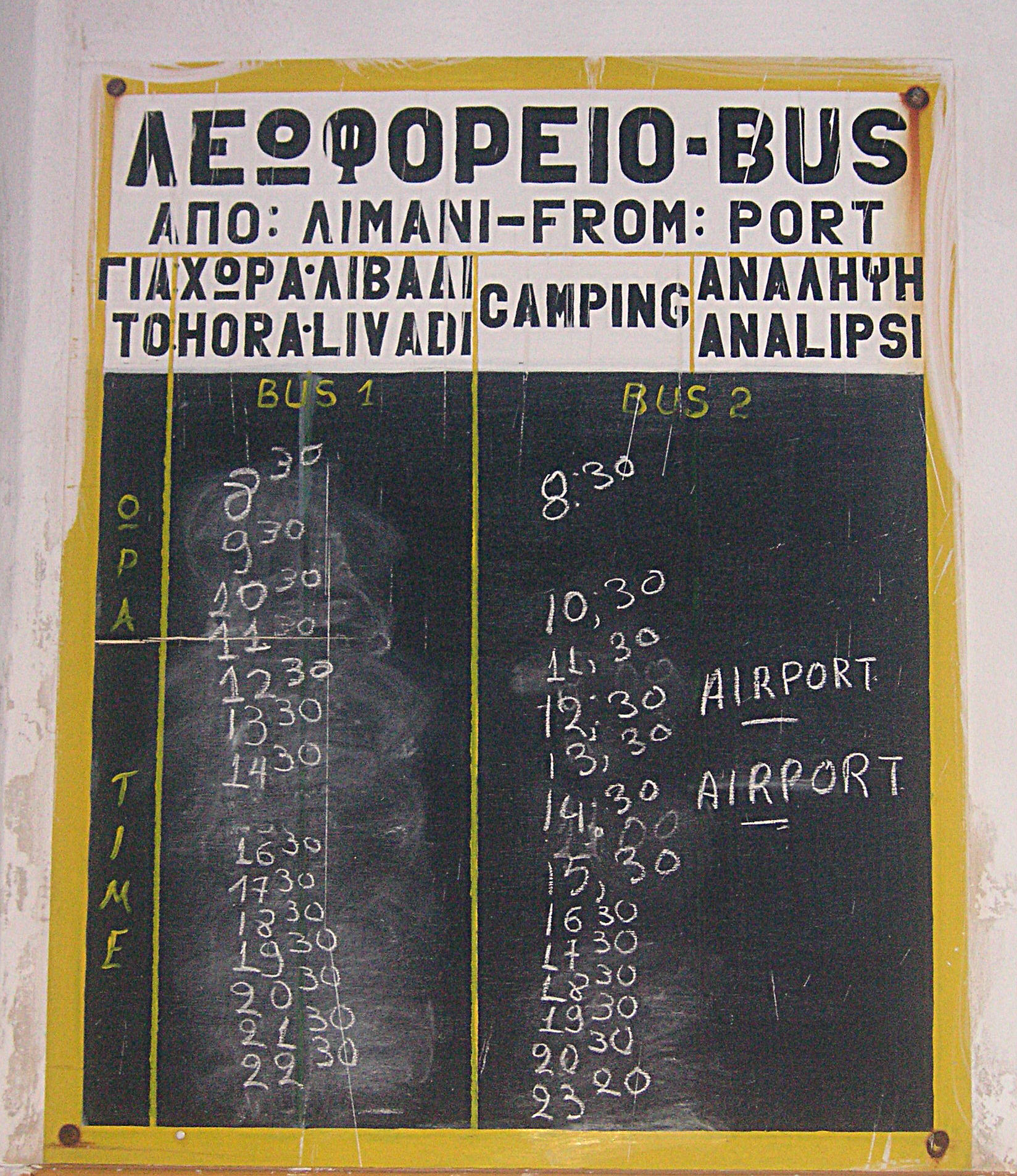
希腊艾斯提帕雷阿岛上的一张简单的公交时刻表（2005年）

### 分栏时刻表
很多时刻表分为很多栏，各站排列在表内。各栏一般是不同方向的发车时间，并分平日、周六、周日。通常每站的时间都是发车时间，除了终点站是到站时间。中途停靠时间较长的车站可能同时列出到站时间和发车时间。栏中可能还有其他信息，通常在栏顶，比如运行天数、线路号、车上服务设施等。

### 分列时刻表
线路按列排列，车站按栏排列，相对少见，其余与分栏时刻表相同。

### 为给定车站做的时刻表

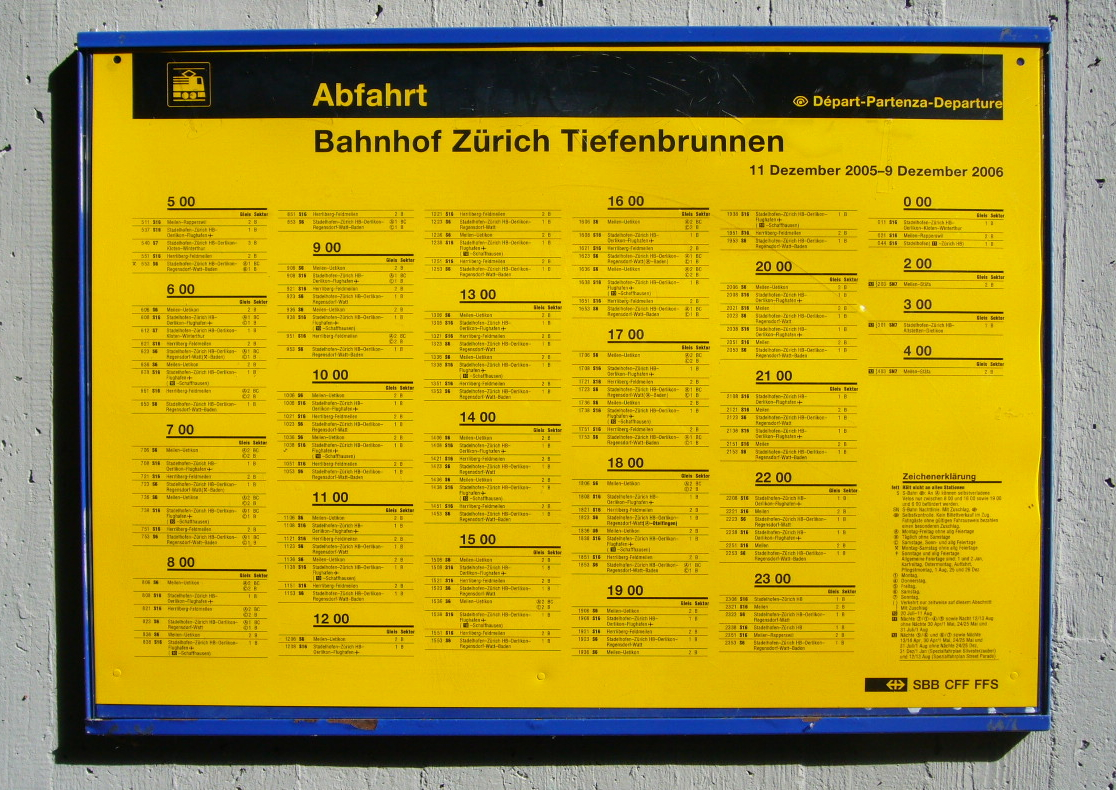
黄色海报式的列车发车时刻表，欧洲常见

有些时刻表，尤其是火车站和公交经停站，会列出线路从本站发车的时间，有时还有其他信息，例如开往、停车状况。
另外还会有每周各天、每条线路／方向（例如从阿姆斯特丹出发的火车）的单独列表，或者综合表。
欧洲大陆列车发车时刻表使用黄纸，到站时间使用白纸，可在车站入口和站台取得。

### 动态显示

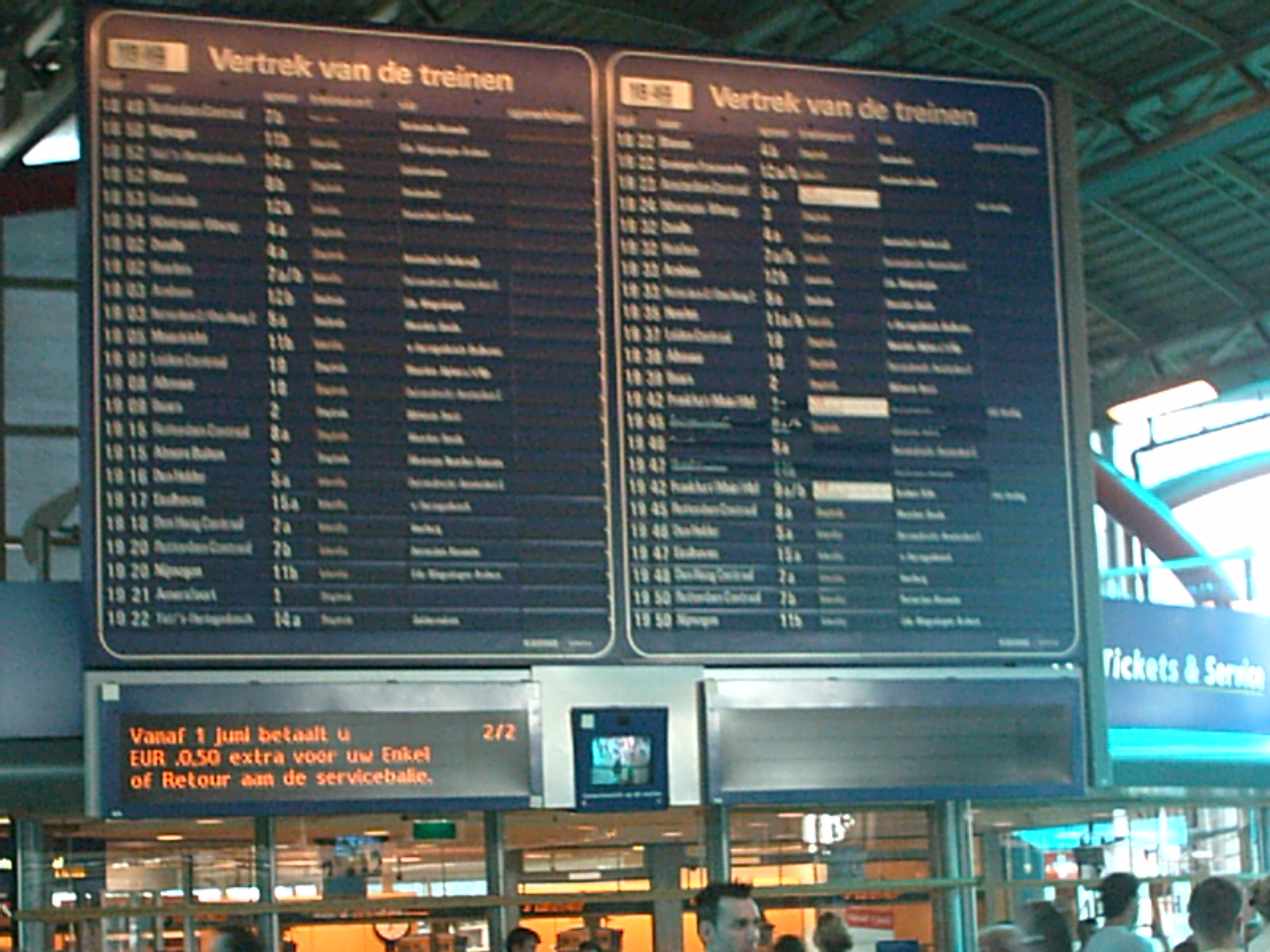
乌得勒支中央站中央大厅内的动态显示屏，显示下一小时发车情况等内容

车站内的动态显示一般在中心位置，显示每条线路的随后几个待发线路，或下一小时所有待发线路。只显示随后的待发线路。

### 網路時刻表
在網頁或應用程式上，可以输入发、到达地、日期、出发、到达时间，然后给出合适的出发时间以及旅途详情，可能有多种交通方式。见下文“欧洲”、「台灣」、「日本」、「中國」等部分。

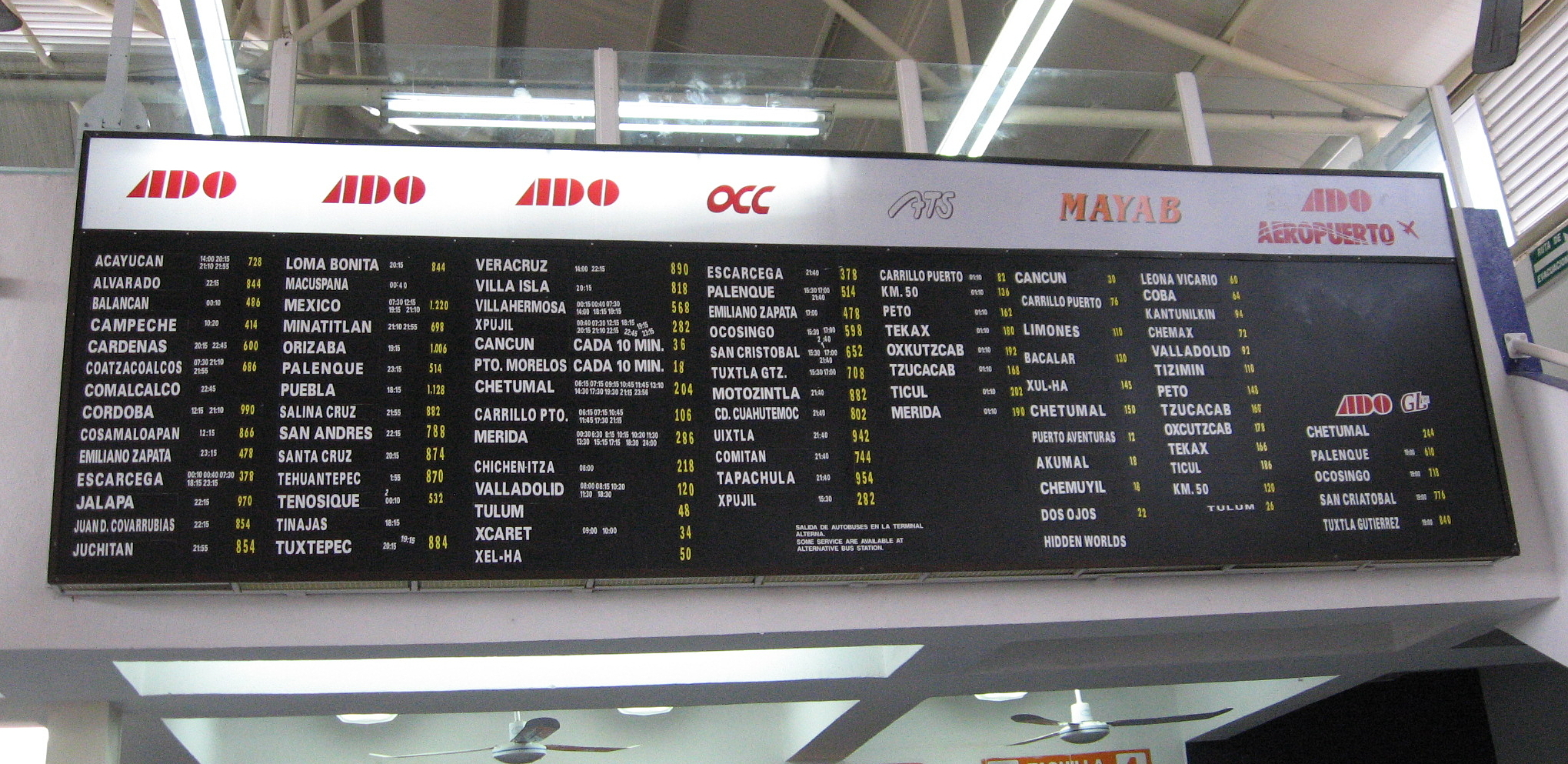
墨西哥普拉亚德尔卡曼（Playa del Carmen）的大盘，显示旅行时间和价格。注意大盘并非动态，时间和价格均固定在大盘上

## 目前世界上出版的时刻表

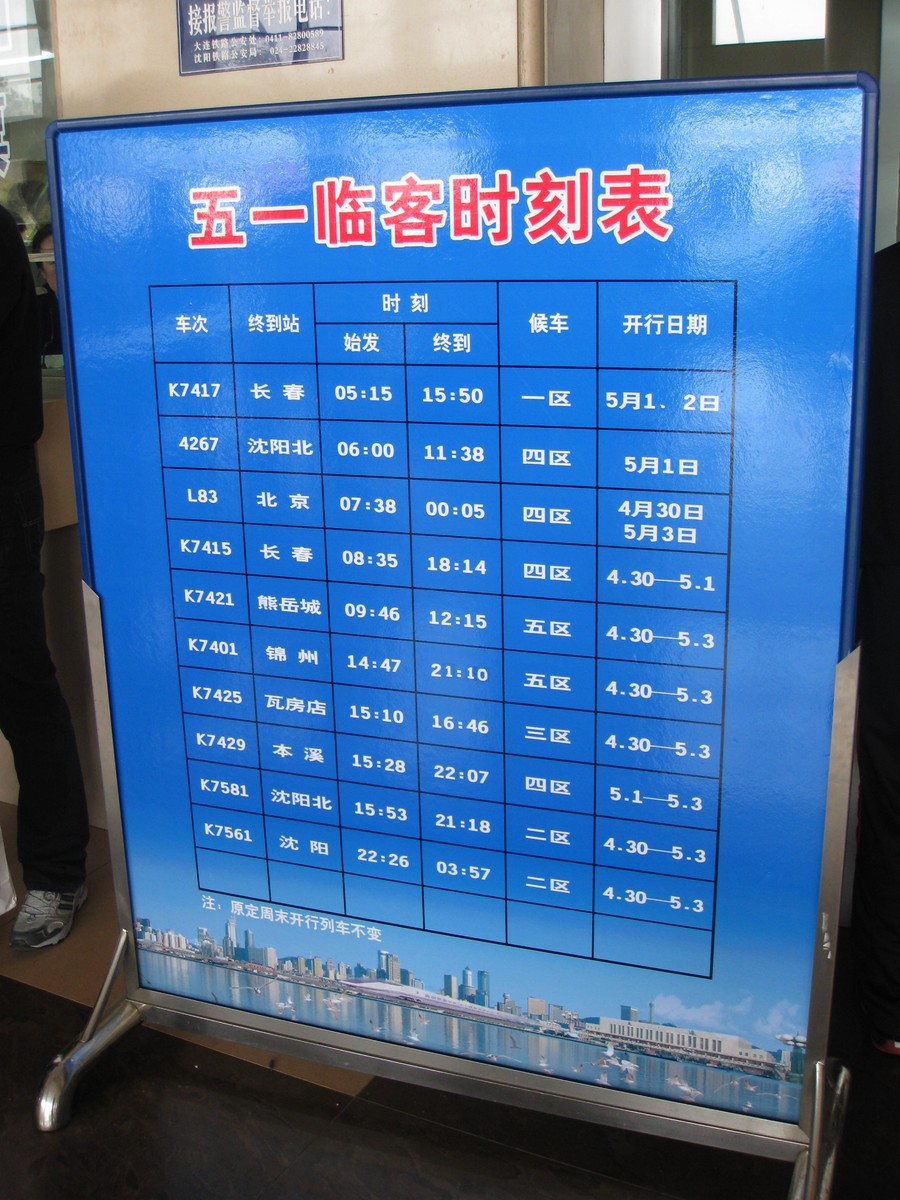
大连站内的五一临时旅客列车时刻表（2009年）

### 国际性
- 歐洲鐵路時刻表（European Rail Timetable）

每月一版的时刻表书，含欧洲主要列车、部分公交和轮渡。在歐洲旅行業巨頭湯瑪斯庫克集團（Thomas Cook）財務惡化以前一直由該集團發行
- 托马斯·库克海外时刻表（Thomas Cook Overseas Timetable）

湯瑪斯庫克集團過去隔月發行的时刻表书，含欧洲以外的主要列车、部分公交和轮渡
- OAG航班指导（OAG Flight Guide）

每月一版的航空时刻表书，OAG（官方航线指导，Official Airline Guide）出版，涵盖全球航线和机场

### 美洲

#### 美国
- 美国铁路系统时刻表（Amtrak System Timetable）

美铁官方时刻表，每年两版。

### 亚洲

#### 中国大陆
- 《全国铁路旅客列车时刻表》，由原中国铁路总公司运输局供稿，中国铁道出版社出版，2016年停刊。
- 地方火车站也会售卖所在路局或者城市的时刻表。
- 中国国家铁路集团官方网站上提供列车时刻表查询和订票服务；另有不少第三方列车时刻表，如盛名、路路通等。

#### 台灣

##### 實體時刻表
- 《台鐵火車時刻表》，主要有台灣鐵路管理局所轄路線的「主要幹線（對號快車）」、「西部區間列車（非對號快車）」、「東部區間列車（非對號快車）」、「支線（非對號快車）」四種，除中文外還有英文版。不定期發行，通常於大幅改點時才發行新版。

對於非每日行駛的班次，則有說明，例如「僅周末行駛」、「周日停運」等，其他說明另有腳註。連續假日、春節期間的加班車並不會列在此時刻表之中，而是直接在車站及台鐵的網站公告。
台鐵火車時刻表目前主要的出版單位有：臺鐵（外包）、大坤企業、台灣鐵道公司以及日本鐵道聯合社。
- 台灣高鐵時刻表小冊

在台灣高鐵公司的車站內免費提供。

##### 網路時刻表
- 台鐵官網與應用程式
- 台灣高鐵官網與應用程式

#### 印度
- 《铁路一瞥》（Trains at a Glance）

每年一版，英语和印地语。

#### 日本

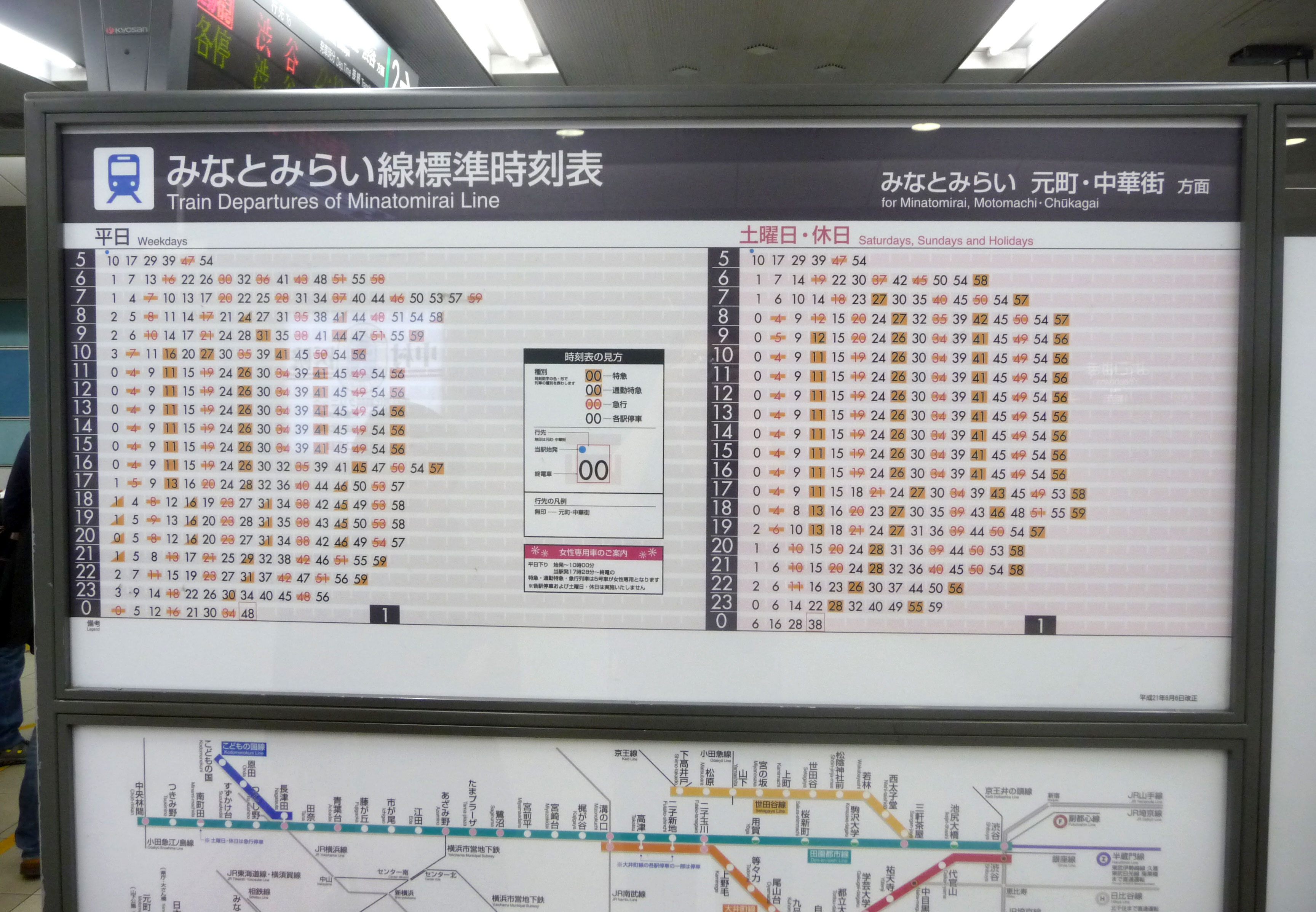
日本横滨一座车站中的时刻表，这种设计在日本很常见

最早的正规发行的时刻表出现在1894年，由一家私人公司发行。到1906年日本铁路国有化时，市面上三种时刻表互相竞争，后来决定只发行唯一的官方时刻表。第一份官方时刻表共5000份，发行于1915年1月。
目前市面上共有两种月刊时刻表出版，分别是JTB時刻表（JTB集團旗下的JTB出版所發行）和JR時刻表（交通新聞社出版）。   
这兩种時刻表为厚重，例如2009年2月份的JTB时刻表达1152页；每月一版，涵盖所有JR、民營鐵路和第三部門鐵道的列车時刻表，以及长途客车、定期觀光巴士、渡轮和國內國際航空航线等時刻表，不过班次频密的JR市区线、地铁、私营铁路和城市公交则只有简单的时刻表。為方便攜帶查詢，兩家都出版了尺寸較小，內容較精簡的攜帶式時刻表。另外尚有文字放大版的時刻表供視力較差者查詢及地區版時刻表。
2009年，JTB时刻表第1000期出版。当期纪念号书中有史上各版时刻表封面、精选时刻表和地图，以及关于时刻表制作的文章。
2013年5月，JR时刻表迎来出版50周年（自其前身《全国旅行时刻表》起算）。
除了紙本時刻表，網際網路上也有提供交通時刻查詢及行程規劃的網站。

#### 韩国
- 旅游交通时刻表（韓語：월간 관광교통 시각표）

每月一版，涵盖所有列车、高速客车、渡轮和国内航线。

### 欧洲
全欧洲最综合的網路时刻表是德国铁路（Deutsche Bahn）官網 （德文版），（英文版），除英文外还有丹麦文、荷兰文、法文、意大利文、波兰文、西班牙文和土耳其文。
紙本版則有前述歐洲鐵道時刻表（European Rail Timetable）。

#### 德国
- Ihr Reiseplan

快车内免费分发的折页时刻表，包含列车发车、到达时间和接驳服务。  
“完全时刻表”（“Kursbuch Gesamtausgabe”）是一本发行多年的厚厚的时刻表书，不过现在“德国之路”网站上和光盘都有。

#### 意大利
- Pozzorario generale

时刻表手册，涵盖意大利大部分列车。

#### 瑞士
- 瑞士官方指引（Offizielles Kursbuch Schweiz/Indicateur Officiel de la Suisse）

大型年度出版物，包含铁路、公路、渡船和缆车时刻表。

#### 英国
- 大英铁路时刻表（GB Rail Timetable）

由文具办公室（英国政府官方发行商）发行，根据标题页，包含“经铁路网同意，根据铁路运营公司协会执照许可”（with permission of Network Rail and obtained under licence from the Association of Train Operating Companies）的内容。大约等于2007年停止发行的铁路网时刻表。网络版目前在网站上提供PDF版。大英铁路时刻表每年5月和12月出版。

#### 荷兰

##### 铁路
时刻表书Spoorboekje每年12月发行，定价5.50欧元，涵盖荷兰所有铁路，遗产铁路除外，有发车时间（有时是到站时间），但没有线路。起讫荷兰的国际列车的国外部分只有简单信息。
提供分栏时刻表（见上文），按时刻表号码和方向（a和b）排列。一个铁路线可能包含很多时刻表号码，另外为分配给时刻表号的铁路延伸线提供全面信息（所有车站和车次），表格通常在其他的时间表号码延伸线中添加筛选过的附加信息。
对于并非全年运行的线路，则有说明，例如“仅周末运营”、“周日停运”，其他说明另有脚注。

##### 公交
时刻表小册子每年发行一版，带有单独的地图，并且不是免费。每份涵盖一家公交公司的一个区域。编排与spoorboekje相似，但每条线和每个方向都有三张表：平日、周六、周日。同时只写明部分车站的时间。 
作为替代，有免费的某条或某几条线路的单页或小册子时刻表。

### 近期趋势
随着互联网和电子储存系统的发展，传统的纸质时刻表正逐渐为搜索网站或CD-ROM形式的时刻表所取代，印制的时刻表也日渐减少。例如法国SNCF只发行巴黎郊区RER和Transilien等通勤列车时刻表，其余部分需网上查询。

## 格式
时刻表以书籍、小册子、折页、卡片、海报，网上的HTML、PDF和其他印刷、手写、黑板报、背光显示、短信等形式发布。
托马斯·库克出版集团（Thomas Cook Publishing）从1873年开始出版欧洲主要铁路时刻表（1883年起每月发布），隔月发布世界其他地区类似的公共交通时刻表。